# Melozone aberti
El toquí de Albert o rascador desértico (Melozone aberti) es una especie de ave paseriforme de la familia Passerellidae nativa de la cuenca del río Colorado.
Mide aproximadamente 24 cm de longitud. El plumaje es color café, con una distintiva tonalidad cercana al rosa. Otra característica diagnóstica es la coloración negra de las plumas cercanas a la base del pico. El plumaje es ligeramente más oscuro en las partes dorsales, y las plumas cobertoras inferiores de la cola presentan cierta tonalidad ante. Hembras y machos son similares.
Es común en la vegetación riparia de la parte sur de los ríos Colorado y Gila, y áreas adyacentes del desierto de Sonora, donde se asocia a arbustos y mezquites. Puede también aparecer en zonas de población humana. En Estados Unidos, se distribuye principalmente en Arizona, llegando a colonizar exitosamente los suburbios de la ciudad de Phoenix. En México se encuentra sobre todo en el delta del Colorado.
Busca su alimento —insectos, semillas y algunos frutos— escondido entre los arbustos y buscando alimento entre la hojarasca del suelo.
El ave fue nombrada en honor del ornitólogo estadounidense James William Abert.